# تجارت آزاد
تجارت آزاد (به انگلیسی: Free trade) مدل تجاری است که در آن کالاها و خدمات بدون محدودیت‌های دولتی، بین یا درون کشورها انتقال می‌یابد. این محدودیت‌ها شامل مالیات و تعرفه است. تفاوت تجارت آزاد با دیگر روش‌های تجارتی این است که تخصیص کالا در میان کشورهای تجاری بر اساس قیمت‌های مصنوع صورت می‌گیرد که ممکن بازتاب واقعی عرضه و تقاضا باشند.
موافقتنامهٔ تجارت آزاد یکی از عناصر کلیدی مناطق تجارت آزاد است.
بازار آزاد همان اقتصاد آزاد است که در آن خریداران و فروشندگان بدون هیچ قید و شرطی از لحاظ قیمت و مقدار باهم معامله می‌کنند و هیچگونه اجباری در خرید و فروش نیست. دولت افراد را آزاد گذاشته و تولیدکنندگان به خواست و رضایت خود به تولید می‌پردازند، و دولت هیچگونه مداخله‌ای برای تعین قیمت و مقدار محصول تولیدی نمی‌کند. بازار آزاد یکی از اساس‌های مکتب کلاسیک یا لیبرالیسم در اقتصاد است که آدام اسمیت و دیوید ریکاردو از جمله پایه‌گذاران آن به‌شمار می‌روند.

## تاریخچهٔ تجارت آزاد
در گذشته بازرگانی میان ملل مختلف بر اساس سیاست موازنه اقتصادی انجام می‌شده‌است. دیوید ریکاردو و آدام اسمیت از جمله نخستین اقتصاددانان مخالف سیاست موازنه بازرگانی بودند. به عنوان مثال آدام اسمیت بر این اعتقاد بود که تجارت آزاد دلیل شکوفایی تمدن‌هایی نظیر مصر باستان بود. بسیاری از لیبرالها در بریتانیا، به ویژه در سده ۱۹ و اوایل سده ۲۰ (به عنوان مثال، جان استوارت میل) و همچنین در قرن بیستم در ایالات متحده (به عنوان مثال کوردل هال)، بر این باور بودند که تجارت آزاد مروج صلح است. رفته‌رفته و با توجه به این اعتقادات، کشورها به سوی الگوی تجارت آزاد حرکت کردند.

### در ادبیات

مناطق صورتی، ضرر خالص جامعه است که ناشی از وجود تعرفه است

ارزش تجارت آزاد ابتدا توسط آدام اسمیت مشاهده شد و او اولین کسی بود که به این نظریه پرداخت. او اظهار داشت:
شعار هر نان‌آور دوراندیشی این است که هرگز سعی نکن چیزی را که هزینه ساخت آن در خانه از هزینه خرید آن بیشتر است در خانه تولید کنی… اگر یک کشور خارجی بتواند کالایی را ارزان‌تر از آنچه خودمان می‌توانیم تولید کنیم به ما عرضه کند، بهتر است آن کالا را وارد کرده و بر تولید کالاهایی که در آنها مزیت داریم، متمرکز شویم.
اکثر افراد این استدلال را می‌پذیرند؛ اما آن‌ها نگران این هستند که اگر یک کشور دیگر، مثلاً چین، بتواند همه چیز یا تقریباً همه چیز را ارزان‌تر از آن‌ها تولید کند، چه اتفاقی روی خواهد داد. آیا در این صورت تجارت آزاد چین با آمریکا به بیکاری کارگران آمریکایی که خود را ناتوان از رقابت با نیروی کار ارزان‌تر چینی می‌بینند، منجر نخواهد شد؟ پاسخ این سؤال منفی است. دیوید ریکاردو در سال ۱۸۱۰ دلیل این امر را به خوبی توضیح داد.

### مخالفت‌ها
نسبت هزینه‌های تجارت آزاد در مقابل منافع و سود آن در بین دانشگاهیان مورد بحث است. همچنین صنایع داخلی اغلب از تجارت آزاد به دلیل کاهش سود خود و بیشتر شدن سهم کالاهای وارداتی با قیمت پایین مخالفت می‌کنند. به عنوان مثال اگر ایالات متحده آمریکا تعرفه شکر وارداتی خود را کاهش می‌داد، تولیدکنندگان شکر سود و هزینه کمتری نصیبشان می‌شد و مجبور می‌شدند قیمت خود را افزایش دهند. این در حالی است که مصرف‌کنندگان شکر در آمریکا خواهان خرید شکری با قیمت کمتری هستند. وجود تعرفه بالا در یک کشور به معنی عدم اطمینان به صنایع داخلی برای ورود به بازارهای جهانی است. چنین صنایعی همواره در مرحله طفولیت خود باقی می‌مانند و نیازی نمی‌بینند که سمت تحقیقات، بازاریابی و مشتری‌مداری حرکت کنند.

### وضعیت کنونی
بیشتر کشورهای دنیا هم‌اکنون عضو سازمان تجارت جهانی می‌باشند که هر کدام محدودیت‌های خاصی را اعمال می‌کنند اما تمامی تعرفه‌ها و موانع تجاری را بر طرف نکرده‌اند. همچنین بیشتر کشورها نیز عضو مناطق تجارت آزاد می‌باشند که تعرفه‌های پایین‌تری را در بین کشورهای عضو دارا می‌باشند.
بیشتر کشورها خطوط هوایی خارجی را از انتقال کالا و مسافر در داخل کشور خود منع کرده‌اند.

## ویژگی‌های تجارت آزاد
تجارت آزاد داری ویژگی‌های زیر است:
- تجارت کالا بدون تعرفه و گمرک یا دیگر موانع تجاری
- دسترسی آزاد به بازارها
- عدم وجود سیاست‌های منحرف‌کننده تجارت که به سود برخی از افراد و شرکت‌ها باشد.
- دسترسی آزاد به اطلاعات بازار
- جنبش آزاد کارگری در بین و داخل کشورها
- حرکت آزاد سرمایه در بین و داخل کشورها

## تجارت آزاد در ایران
ایران از اغاز  انقلاب ۵۷  تجارت ازاد نداشته و دولت بر  امور تجاری  نظارت کامل دارد .

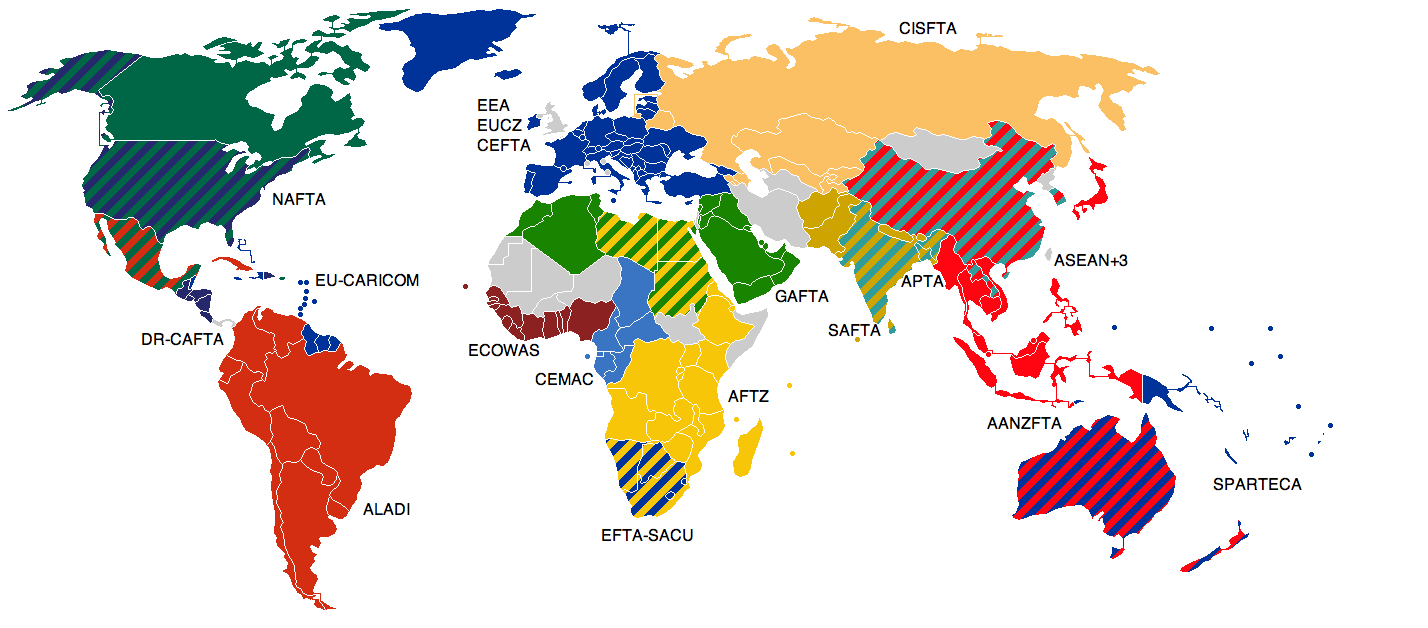
مناطق تجارت آزاد با بیش از سه کشور عضو